# ناو کلاس امرالد
کروزر کلاس امرالد (به انگلیسی: Emerald-class cruiser) یک کلاس از کشتی است که طول آن ۵۷۰ فوت (۱۷۳٫۷ متر) می‌باشد.